# Ptericoptus meridionalis
Ptericoptus meridionalis là một loài bọ cánh cứng trong họ Cerambycidae.